# David Swift
Pour les articles homonymes, voir Swift.
David Swift est un scénariste, réalisateur, animateur, acteur et producteur américain né le 27 juillet 1919 à Minneapolis, Minnesota (États-Unis), mort le 31 décembre 2001 à Santa Monica (Californie).

## Biographie
David Swift était un employé de bureaux du studio Disney depuis les années 1930 qui est devenu assistant animateur aux côtés de Ward Kimball. Après avoir quitté le studio durant les années 1940 pour écrire des scénarios pour la télévision dont la série télévisée Mr. Peepers (1952-1955), Disney lui offre avec Pollyanna une chance de réaliser son premier long métrage.
Le film Bon voyage ! (1962) devait être la troisième réalisation de David Swift pour le studio Disney après Pollyanna (1960) et La Fiancée de papa (1961). Il est choisi pour réaliser la comédie musicale Babes in Toyland (1961)
Mais le succès de ses deux précédents films a attiré l'intérêt des autres studios et Swift accepta un contrat ailleurs, quittant le studio Disney pour Columbia Pictures.

## Filmographie

### Comme animateur
- 1937 : Blanche-Neige et les Sept Nains
- 1940 : Pinocchio
- 1940 : Fantasia
- 1941 : Le Dragon récalcitrant
- 1941 : Les Années 90
- 1953 : Peter Pan

### Comme scénariste
- 1960 : Pollyanna
- 1961 : La Fiancée de papa (The Parent Trap)
- 1962 : Poor Mr. Campbell (TV)
- 1962 : Les Internes (The Interns)
- 1963 : Love Is a Ball
- 1963 : Under the Yum Yum Tree
- 1964 : Prête-moi ton mari (Good Neighbor Sam)
- 1967 : Comment réussir dans les affaires sans vraiment essayer (How to Succeed in Business Without Really Trying)
- 1977 : La Course au trésor Candleshoe
- 1977 : Huit, ça suffit ! ("Eight Is Enough") (série télévisée)
- 1980 : Foolin' Around
- 1998 : À nous quatre (The Parent Trap)

### Comme réalisateur
- 1958 : L'Homme à la carabine ("The Rifleman") (série télévisée)
- 1960 : Pollyanna
- 1961 : La Fiancée de papa (The Parent Trap)
- 1962 : Poor Mr. Campbell (TV)
- 1962 : Les Internes (The Interns)
- 1963 : Le Grand Duc et l'Héritière (Love Is a Ball)
- 1963 : Oui ou non avant le mariage ? (Under the Yum Yum Tree)
- 1964 : Prête-moi ton mari (Good Neighbor Sam)
- 1965 : Les Farfelus ("Camp Runamuck") (série télévisée)
- 1967 : Comment réussir dans les affaires sans vraiment essayer (How to Succeed in Business Without Really Trying)
- 1970 : Arnie (en) (série télévisée)
- 1975 : Barney Miller (série télévisée)

### Comme acteur
- 1967 : Comment réussir dans les affaires sans vraiment essayer (How to Succeed in Business Without Really Trying) : l'agent d'ascenseur
- 1960 : Pollyanna : Fireman
- 1964 : Prête-moi ton mari (Good Neighbor Sam) : TV Director
- 1977 : La Panthère noire (The Black Panther) de Ian Merrick : le commissaire

### Comme producteur
- 1952 : Mister Peepers (série télévisée)
- 1964 : Prête-moi ton mari (Good Neighbor Sam)
- 1965 : Les Farfelus ("Camp Runamuck") (série télévisée)